# Мост Османгази
Мост Османгази (тур. Osman Gazi Köprüsü) — висячий мост через Измитский залив длиной 2620 м. Мост соединяет турецкий город Гебзе с провинцией Ялова и автомагистралью О-5 Мост был открыт 1 июля 2016 года и стал на тот момент самым длинным подвесным мостом в Турции и четвертым по длине (седьмым по длине на 2022 год) подвесным мостом в мире по длине его центрального пролёта.

## История
Строительство и эксплуатация моста были переданы совместному предприятию (NOMAYG JV), образованному пятью турецкими компаниями (Nurol, Özaltın, Makyol, Yüksel и Gocay) и одной итальянской строительной компанией Astaldi после проведения международного тендера на строительство, эксплуатацию и передачу в апреле 2009 г. В 2010 году был подписан контракт на проект, стоимость которого оценивалась в 11 миллиардов фунтов стерлингов для всего шоссе от Гебзе до Бурсы.
30 марта 2013 года премьер-министр Реджеп Тайип Эрдоган заложил первый камень моста. После завершения строительства моста расстояние между Стамбулом и Измиром сократилось примерно на 140 км. 420 км шоссе и мост сократили время в пути между двумя крупными городами с шести с половиной часов до трех с половиной часов. Мост и соединительная магистраль обеспечивают по три полосы движения в каждом направлении. Строительство завершено 30 июня 2016 г.
Мост стоимостью 1 миллиард долларов США, финансируемый из частных источников, был передан японской фирме IHI Infrastructure System Co. 16 июля 2011 года в качестве основы EPC с контрактом FIDIC Silverbook. Компания IHI, которая была одним из подрядчиков строительства второго моста через Босфор, также завершила проекты по усилению сейсмостойкости виадуков Галич и Меджидиекёй. IHI передала проектные работы датской инженерно-конструкторской фирме COWI A/S, которая сотрудничала с Dissing+Weitling в области эстетического дизайна. 1 января 2013 года СП NOMAYG направило компании IHI уведомление о начале работ, а ожидаемая общая продолжительность проекта составила 37 месяцев.
Изначально в средней части моста планировалось проложить скоростную железнодорожную линию, однако позже эта идея был отменена в пользу увеличения числа автомобильных полос. Это решение вызвало некоторую критику со стороны общественности. 

## Параметры
Размеры:
- длина главного пролёта: 1550 м
- длина боковых пролетов: 566 м
- клиренс: 64 м
- высота башни: 234,4 м
- размер башни (у основания): 8×7 м
- размер колоды: 35.93×4.75 м

## Авария на стройке

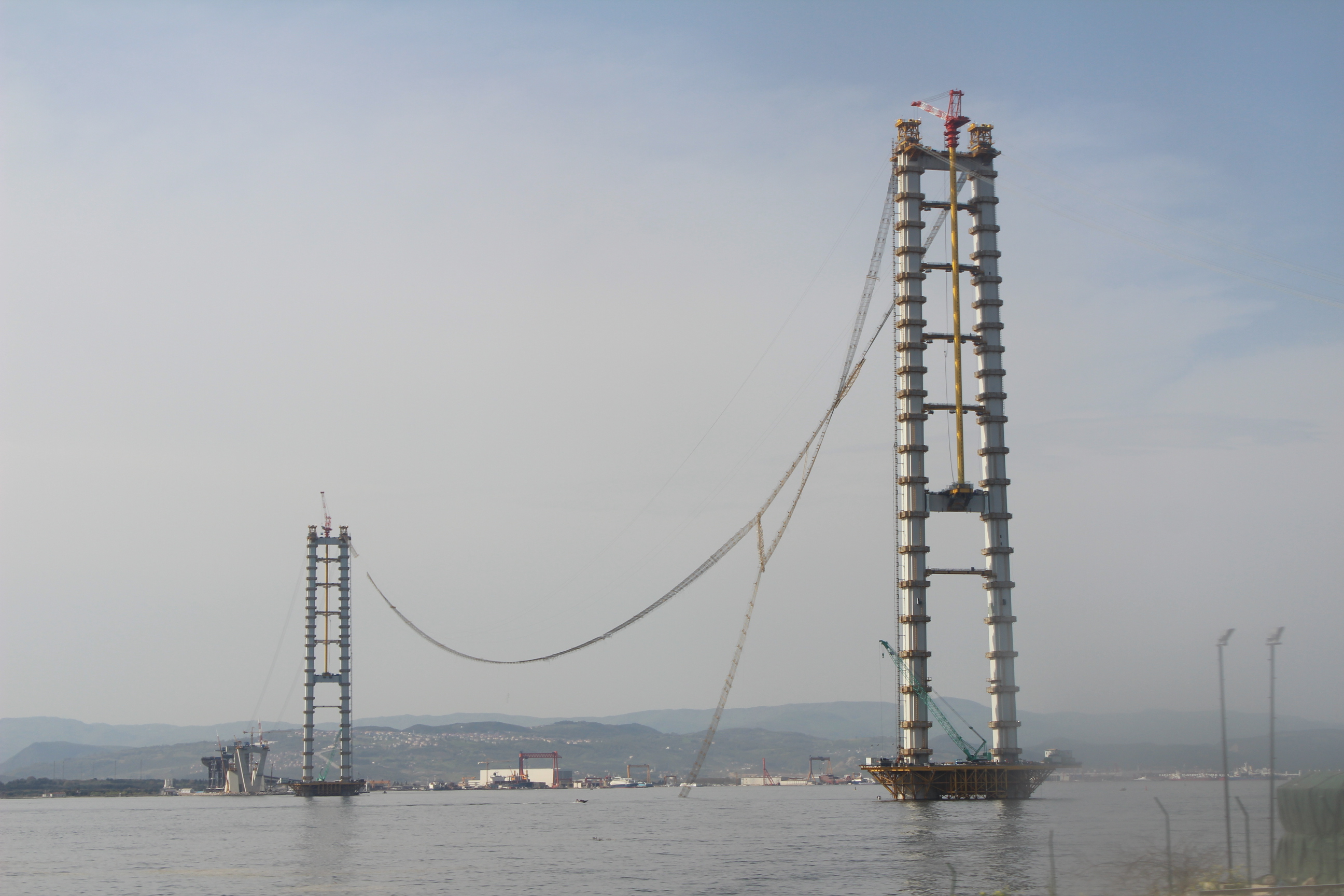
Мост после аварии.

21 марта 2015 г. во время строительства моста на южном пилоне моста оторвался от троса с болтовым соединением и упал в воду. Подиум, добавленный в феврале 2015 года, был необходим для того, чтобы рабочие могли попасть на другую сторону залива. В результате аварии никто не пострадал, так как работы на этом участке были остановлены из-за ветреной погоды. Морское движение в Измитский залив и обратно было приостановлено после аварии по соображениям безопасности и возобновлено после извлечения кабеля утром 23 марта.
Киши Риоичи, 51-летний японский инженер консорциума IHI — Itochu, руководивший строительством на площадке, покончил жизнь самоубийством после аварии. Он был найден мертвым у входа на кладбище возле своей квартиры в Алтынова. Он оставил записку, в которой говорилось, что «…эта неудача положила конец моей личной и профессиональной жизни. Этот проект был моей гордостью и гордостью моей страны. Никто другой не несет ответственности за эту неудачу.»

## Плата за проезд
По состоянию на 8 октября 2021 года плата за проезд по мосту составляет:
| Класс автомобиля                           | Плата за проезд ₺ (TRY) | Плата за проезд $ (долл. США) |
| ------------------------------------------ | ----------------------- | ----------------------------- |
| Автомобили с 2 осями, колесная база <3,2 м | 195,50                  | ~18                           |
| Автомобили с 2 осями, колесная база> 3,2 м | 337                     | ~28                           |
| Автомобили с 3 осями                       | 280                     | ~34                           |
| Автомобили с 4 или 5 осями                 | 371,50                  | ~45                           |
| Автомобили с 6 и более осями               | 468,50                  | ~ 56                          |
| Мотоциклы                                  | 103                     | ~12                           |

## В популярной культуре
Пятикратный чемпион мира по суперспорту Кенан Софуоглу из Турции устроил показательную гонку на мотоцикле ранним утром 30 июня 2016 года, прямо перед официальным открытием моста. Он преодолел 1,5 км за 26 секунд, достигая максимальной скорости 400 км/ч на своем трековом мотоцикле Kawasaki Ninja H2R.